# MTテンペラ
MTテンペラ (MT Tempera) はフィンランドのアフラマックスタンカー・砕氷タンカーである。フィンランドのクヴァルネル・マサ社が考案したダブルアクティング方式を採用している。
住友重機械工業建造、2002年9月にフィンランドのFortum Oil & Gas社に引き渡され、ロシア原油をフィンランドや他の欧州諸国へ運ぶ役目を担っている。船体構造には、氷海域で最高のグレードであるアイスクラス1Aスーパー仕様および、実際の運航期間を超える40年疲労構造仕様を採用、また機器の徹底した多重安全性や、高度な集中制御システムにより、高いレベルでの信頼性と安全性を確保している。
氷が厚く張る厳冬期においても他の氷海タンカーが航行できない航路でも自力で航海可能なため、稼働率が極めて高い。また原油タンカーとしてだけでなく、砕氷船としても大活躍をしている。日本造船学会のShip of the Year 2002を受賞した。

## ダブルアクティング方式
通常の砕氷船では船首を氷に乗り上げて割るのに適した形状としている代わりに造波抵抗が大きい。そのため運航の大半を占める通常の海域では非効率な運航とならざるを得なかった。ダブルアクティング方式ではこの問題を解決するため、前後進両方に進めるようにし、通常の海域では推進性能に優れる船首を前に前進航行を行い、船尾を砕氷に最適な形状として氷海航行時には後進で進むことにより、常に効率的な運航を可能とする考え方で建造された。氷海航行時には通常航海以上の出力を必要とするため、後進時にも推進器は100%の出力が出るものでなければならない。このために360度旋回可能でどの方向にでも100%の出力を得られるポッド型推進器を採用している。

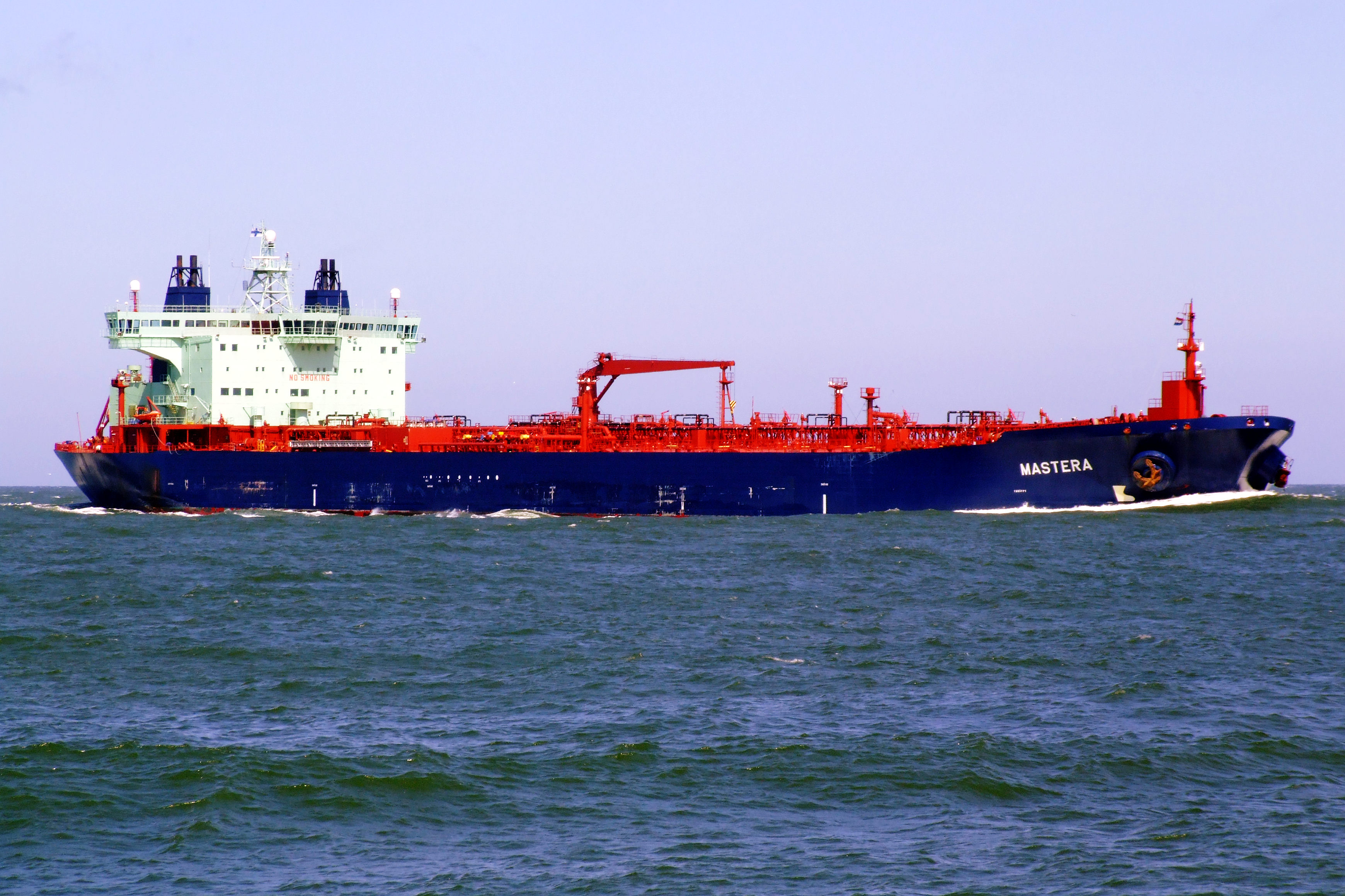
同型船のマステラ（Mastera）

## 航路
北海シェトランド諸島付近海底油田から、北海を南下、スカンジナビア半島とデンマークの間のスカゲラク海峡を通り、南下してシェラン島南のストア海峡、フェーマルン・ベルト海峡を経て北上、バルト海に入り、トゥルク近郊のNanntaliにまで通年で原油を運ぶ。冬のスカゲラク海峡からバルト海にかけては氷結する。

## 関連
- MT マステラ:同じダブルアクティング方式を取り入れた船舶